# Championnat de Gambie de football 2024-2025
Navigation
Édition précédente Édition suivante
La saison 2024-2025 du Championnat de Gambie de football est la cinquante-septième édition de la GFA League First Division, le championnat national de première division en Gambie. Les seize équipes engagées sont regroupées au sein d'une poule unique où elles affrontent deux fois leurs adversaires, à domicile et à l'extérieur. En fin de saison, les deux derniers du classement sont relégués.

## Déroulement de la saison
Le Real de Banjul est le tenant du titre, en fin de saison il termine de nouveau à la première place et remporte son 15e titre de champion de Gambie.

## Participants
- Banjul United
- Real de Banjul
- Marimoo FC
- Brikama United
- Armed Forces FC
- Fortune FC
- Greater Tomorrow Football Academy
- Falcons FC
- Team Rhino
- Steve Biko
- Today Makes Tomorrow FC
- BST Galaxy
- Bombada
- Hawks FC - promu de D2
- Gambia Dutch Lions - promu de D2
- Hart Academy FC - promu de D2

## Compétition

### Classement
Le classement est établi sur le barème de points suivant : victoire à 3 points, match nul à 1, défaite à 0.
| Rang | Équipe                              | Pts | J  | G  | N  | P  | Bp | Bc | Diff |
| ---- | ----------------------------------- | --- | -- | -- | -- | -- | -- | -- | ---- |
| 1    | Real de Banjul T                    | 60  | 30 | 17 | 9  | 4  | 52 | 23 | +29  |
| 2    | Fortune FC                          | 52  | 30 | 16 | 4  | 10 | 39 | 27 | +12  |
| 3    | Falcons FC                          | 48  | 30 | 13 | 9  | 8  | 37 | 23 | +14  |
| 4    | BST Galaxy                          | 45  | 30 | 12 | 9  | 9  | 32 | 26 | +6   |
| 5    | Bombada                             | 43  | 30 | 10 | 13 | 7  | 33 | 26 | +7   |
| 6    | Brikama United                      | 40  | 30 | 8  | 16 | 6  | 29 | 26 | +3   |
| 7    | Hart Academy FC P                   | 40  | 30 | 10 | 10 | 10 | 30 | 28 | +2   |
| 8    | Steve Biko                          | 40  | 30 | 8  | 16 | 6  | 20 | 22 | -2   |
| 9    | Hawks FC P                          | 39  | 30 | 9  | 12 | 9  | 30 | 32 | -2   |
| 10   | Today Makes Tomorrow FC             | 37  | 30 | 7  | 16 | 7  | 23 | 27 | -4   |
| 11   | Gambia Dutch Lions P                | 35  | 30 | 8  | 11 | 11 | 27 | 36 | -9   |
| 12   | Team Rhino                          | 34  | 30 | 8  | 10 | 12 | 27 | 31 | -4   |
| 13   | Greater Tomorrow Football Academy C | 32  | 30 | 7  | 11 | 12 | 19 | 35 | -16  |
| 14   | Armed Forces FC                     | 31  | 30 | 8  | 7  | 15 | 26 | 34 | -8   |
| 15   | Banjul United                       | 28  | 30 | 5  | 13 | 12 | 19 | 26 | -7   |
| 16   | Marimoo FC                          | 25  | 30 | 3  | 16 | 11 | 17 | 28 | -11  |

|  | Qualification pour la Ligue des champions de la CAF 2025-2026                          |
|  | Qualification pour la Coupe de la confédération 2025-2026                              |
|  | Qualification pour le barrage de relégation                                            |
|  | Relégation directe en deuxième division                                                |
|  | T : Tenant du titre C : Vainqueur de la Coupe de Gambie P : Promu de deuxième division |

- Greater Tomorrow remporte la Coupe de Gambie et est éligible pour participer à la Coupe de la confédération 2025-2026[2].

### Barrages de relégation
Le 14e de la première division, Armed Forces FC, perd contre le 5e de la deuxième division, RS Tallinding, (0-2) et est relégué en D2. Dans l'autre match des barrages entre le 3e et le 4e de D2, Samger bat Colley Stars. Lors de la finale, Samger bat RS Tallinding aux tirs au but (0-0, pen7-6) et est promu en première division.

## Bilan de la saison
| Championnat de Gambie de football 2024-2025 |                                   |
| Champion                                    | Real de Banjul (15e titre)        |
| Coupes et trophées                          |                                   |
| Vainqueur de la Coupe de Gambie 2024-2025   | Greater Tomorrow Football Academy |
| Qualifications continentales                |                                   |
| Ligue des champions de la CAF 2025-2026     | Real de Banjul                    |
| Coupe de la confédération 2025-2026         | Greater Tomorrow Football Academy |
| Promotions et relégations                   |                                   |
| Promus en First Division                    | Gambia Ports Authority            |
| Promus en First Division                    | Medina United Football Academy    |
| Promus en First Division                    | Samger Kanifing                   |
| Relégués en Second Division                 | Armed Forces FC                   |
| Relégués en Second Division                 | Banjul United                     |
| Relégués en Second Division                 | Marimoo FC                        |